# Compagnie aérienne virtuelle
Pour l'utilisation du principe dans le domaine du jeu, voir Compagnie aérienne virtuelle (jeu).
Une compagnie aérienne virtuelle est une compagnie aérienne ne possédant ni avions, ni lignes. Elle organise ses vols avec d'autres moyens, principalement avec des compagnies charters affrétées sur une base régulière.
Ce type d'organisation tend à disparaitre, et les autorités de l'aviation civile européenne souhaitent le faire disparaitre, afin que les passagers puissent connaitre le nom de la compagnie aérienne qui les transporte effectivement, et que chaque compagnie aérienne soit dûment surveillée par l'autorité de l'aviation civile du pays qui en a la tutelle.

## Quelques compagnies aériennes virtuelles

### France
- Point-Afrique Voyages, une coopérative de voyageurs qui dessert de nombreux aéroports d'Afrique du Nord et d'Afrique de l'Ouest[1]
- L'Odyssey, une start-up qui assure la liaison entre Poitiers et Lyon avec l'appui du département de la Vienne et l'aéroport de Poitiers-Biard.

### Italie
- Air Service Plus

### États-Unis
- Execair VA

La réglementation européenne, qui prévoit qu'une compagnie doit avoir à sa disposition au moins un appareil, en propriété ou en location (rglt 2407 (92)), interdit donc la réalisation d'une compagnie virtuelle. Cependant, certaines agences de voyages utilisent abusivement la notion de vols réguliers et cherchent à se faire passer pour des compagnies aériennes.
C'est pour les différencier que le terme Compagnie aérienne virtuelle est utilisé.

## Jeu
On entend aussi par « compagnie aérienne virtuelle » (en anglais « virtual airline » ou VA) un groupe ou club d'amateurs de simulateur de vol dont l'objectif est de simuler également la vie d'une véritable compagnie aérienne, avec ses vols réguliers sur des destinations précises dans le respect des procédures réelles de l'aviation civile. Les pilotes de ces compagnies se retrouvent également en réseau — ex. : l'Organisation internationale de l'aviation virtuelle — où ils peuvent bénéficier des services de contrôleurs aériens joueurs comme eux, mais qui respectent eux aussi strictement les procédures réelles au décollage, à l'atterrissage et en vol.